# 피 남편

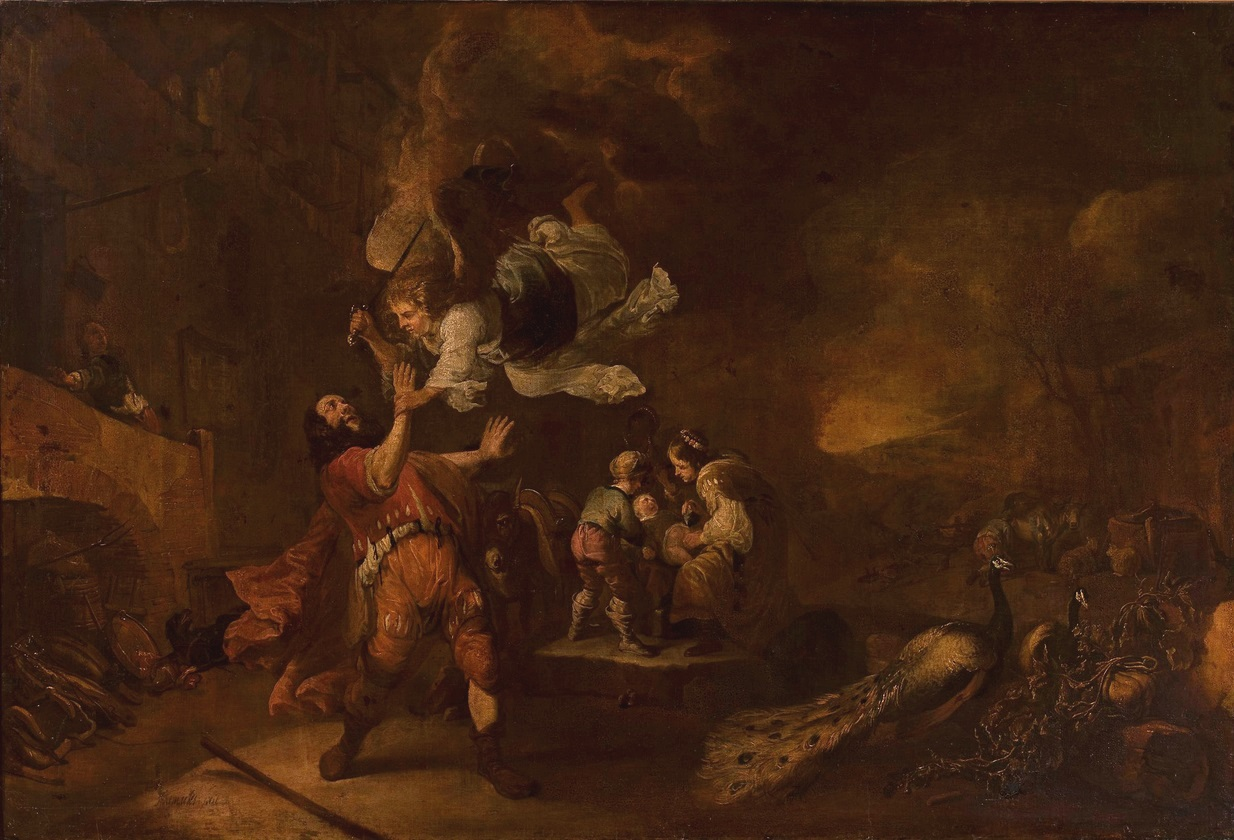
얀 밥티스트 위닉스의 모세의 아들의 할례, c. 1640

피 남편은 출애굽기 4장에서 여관에 머물 때 십보라가 남편 모세를 부른 이름이다. 대명사가 불명확하기 때문에 토라의 가장 당혹스러운 난제 중 하나로 여겨진다.

## 구절

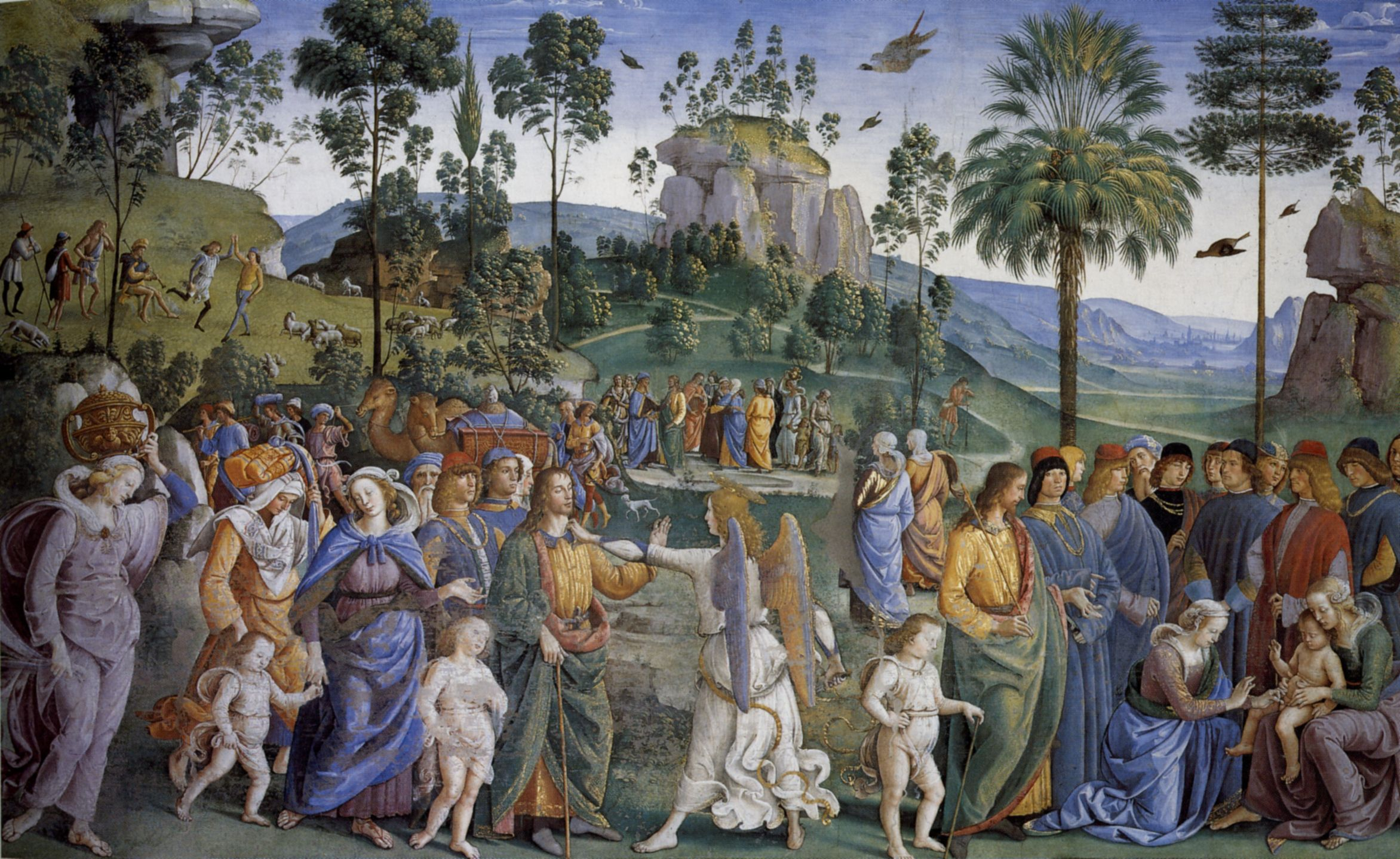
피에트로 페루지노의 이집트로 떠나는 모세, c. 1482. 십보라는 그림 왼쪽에 파란 옷을 입고 아들들과 함께 있으며, 오른쪽에 무릎을 꿇고 아들에게 할례를 행하고 있다.

여관에서의 십보라 이야기는 출애굽기 4:24-26에 나타나는데, 모세와 그의 아내 십보라, 그리고 그들의 아들 게르솜이 이집트로 가는 길에 여관에 도착했을 때 일어난다. 모세와 그의 가족은 미디안에서 파라오에게 재앙을 알리라는 임무를 받았지만, 주님에 의해 방해를 받는다.
레닌그라드 사본 텍스트:
24.  ויהי בדרך במלון ויפגשהו יהוה ויבקש המיתו׃ 
25.  ותקח צפרה צר ותכרת את־ערלת בנה ותגע לרגליו ותאמר כי חתן־דמים אתה לי׃ 
26. וירף ממנו אז אמרה חתן דמים למולת׃ פ 
개역개정:
24 모세가 길을 가다가 숙소에 있을 때에 여호와께서 그를 만나사 그를 죽이려 하신지라
25 십보라가 돌칼을 가져다가 그의 아들의 포피를 베어 그의 발에 갖다 대며 이르되 당신은 참으로 내게 피 남편이로다 하니
26 여호와께서 그를 놓아 주시니라 그 때에 십보라가 피 남편이라 함은 할례 때문이었더라
공동번역:
24 모세가 길을 떠나가다가 한 곳에 이르러 밤을 묵는데 야훼께서 찾아오시어 그를 죽이려고 하셨다.
25 시뽀라가 돌칼로 제 아들의 포경을 자르고 그것을 모세의 발에 대며 말하였다. "당신은 피로 얻은 나의 신랑입니다."
26 그러자 야훼께서 그를 놓아주셨다. 그래서 시뽀라는 "할례를 베풀어 피 흘려 얻은 신랑"이라고 말하였다.
이 구절의 표준적인 해석은 하나님이 모세가 아들에게 할례 의식을 소홀히 한 것에 대해 그를 죽이려 했다는 것이다. 십보라는 신속하게 반응하여 의식을 서둘러 행함으로써 재앙을 피하고, 남편을 하나님의 진노에서 구한다. (셰모트 라바 5:8)

## 다양한 해석
"수수께끼 같은" 이 구절은 상당한 논쟁을 불러일으켰다. 특히 다음과 같은 의문점들이 쟁점이다.

"모세는 왜 반응하지 않는가? 왜 할례가 필요한가? 십보라는 왜 할례를 행하는가? 포피로 누구의 발을 만지는가? 십보라의 주문은 무슨 의미인가? '피의 신랑'은 누구인가? 야훼는 왜 물러나는가?"

한 가지 문제는 본문이 대명사를 사용하나 세 인물(하나님, 모세, 십보라의 아들) 중 누구를 지칭하는지 명확히 하지 않다는 점이다. 특히, 하나님이 누구를 죽이려 했는지(모세 또는 십보라의 아들), 십보라가 포피로 누구의 발을 만졌는지(하나님, 모세, 또는 아들의 발), 십보라가 누구를 "피의 신랑"이라고 부르는지(하나님, 모세, 또는 아들), 그리고 "피의 신랑"이라는 구절 자체의 의미가 불분명하다.

### 랍비 해석
이 구절의 모호하고 단편적인 성격은 주석적 추론의 여지를 많이 남기며, 랍비 학자들은 수많은 설명을 제공해왔다. 초기 유대교 해석은 거의 만장일치로 모세가 아들에게 할례를 행하지 않아 하나님을 노하게 하여 공격을 유발했지만, 십보라가 아들에게 할례를 행한 신속한 행동이 하나님을 달래고 대결을 끝냈다고 추론한다. 탈무드는 이 사건이 아버지가 아들에게 신속하게 할례를 행하라는 성경적 명령(8일째 또는 그 이후 첫 기회에)의 중요성을 강조하며, 모세와 같은 공로와 지위를 가진 사람조차도 아들의 할례를 잠시라도 지연시킨 것에 대해 죽음의 벌에서 면제되지 않았음을 시사한다.
이 구절은 종종 모세의 맏아들인 게르솜이 할례를 받는 것으로 해석되지만, 라시 (랍비)는 미드라시 출애굽기 라바를 인용하여 이 구절이 대신 모세의 다른 아들인 엘리에셀을 가리킨다고 말한다.
중세 미드라시적 번역인 타르굼 네오피티는 아람어로 된 오경 번역본으로, 십보라의 수수께끼 같은 "진실로 당신은 피의 신랑입니다"를 "이 신랑을 죽음의 천사의 손에서 구원한 피가 얼마나 사랑스러운가"로 확장한다.
모세 같은 사람이 어떻게 아들의 할례를 소홀히 하여 하셈(하나님)의 진노를 샀는지에 대한 질문은 고대 유대교 학문에서 논의되었다. 랍비 엘아자르 하모다이는 이드로가 딸과 모세의 결혼에 추가 조건을 두었는데, 그들의 맏아들을 우상숭배에 바치라는 것이었다고 주장하며, 이것이 왜 모세가 하셈에게 부정적으로 비춰졌는지 설명한다. 한 미드라시적 해석은, 하셈이 모세가 이집트에 도착할 때까지 아들의 할례를 미루도록 허락했으나(여행 전에 그를 약화시키지 않기 위함), 모세가 도착한 후 가능한 한 빨리 그 임무를 서두르지 않았다는 것이다.
랍비 주석가들은 십보라가 아들에게 할례를 행하는 행위가 남편을 구하리라는 것을 어떻게 알았는지 물었다. 라시는 탈무드 및 미드라시 자료를 인용하며, 하나님의 천사(탈무드, 느다림 32a에서는 분노와 격노의 의인화인 아프 또는 헤마로 식별됨)가 뱀의 형상으로 모세를 생식기까지 삼키고, 십보라는 그래서 아들의 할례 지연 때문에 이런 일이 일어났다고 이해했다고 설명한다. 하버만(2003)은 이 사건을 이브와 뱀의 이야기와 연결하며, 십보라가 모세의 성기와 아들의 성기 사이의 "정신분석적 연결"을 통해 위협이 할례와 관련이 있음을 즉시 이해했으며, 대명사의 모호한 사용은 여성의 무의식 속에서 신, 남편, 아들의 근본적인 동일성을 나타낸다고 주장한다.

### 사마리아 해석
사마리아 오경은 유대교의 마소라 본문과 여러 세부 사항에서 다르다. 이 사건의 사마리아 버전에 따르면, 십보라는 하나님이 이스라엘 백성을 이집트 노예 상태에서 해방시키기 위한 신성한 임무에 자신과 두 아들을 데려온 것에 대해 모세에게 노하셨음을 깨닫고, 자신의 회개를 보여주고 남편과 함께할 자격이 있음을 증명하기 위해 자신을 잘랐다. 이 다른 서술은 히브리어 어근 בנה (b-n-h)의 모음화에서 비롯된다. 마소라 버전은 십보라가 "그녀의 아들"("b'nah"; בְּנָהּ)에게 할례를 행했다고 진술하는 반면, 사마리아 본문은 그녀가 "그녀의 이해" 또는 "그녀의 막힌 마음"("binnah"; בִּנָּהּ, 사마리아 문자: ࠁࠪࠍ࠙ࠣࠄ)에 할례를 행했다고 묘사한다. 모세는 십보라의 자해 행위를 아내의 우상 숭배적인 양육의 잔재로 보았고, 그녀의 존재에 대한 하나님의 불만이 정당했음을 보여주는 증거로 보았다. 따라서 모세는 십보라와 두 아들을 미디안에 있는 그녀의 가족에게 돌려보냈다. 이것이 하나님의 진노를 가라앉히고 모세의 생명을 구했다. 홍해가 갈라지고 이스라엘 백성이 이집트에서 기적적으로 탈출한 후에야 모세의 장인 이드로가 십보라와 그녀의 아들들을 모세가 있는 사막의 이스라엘 진영으로 데려와 다시 합류했다.

### 현대 학자들의 견해
많은 성경 학자들은 이 구절을 단편적인 것으로 간주한다.
제임스 쿠겔 (1998)은 이 사건의 요점이 성경 시대에 분명히 통용되었던 "피의 신랑"(חתן דמים)이라는 표현을 설명하는 것이라고 제안한다. 이 이야기는 신랑이 결혼할 때 할례를 받거나 받을 수 있다는 의미가 아니라, 모세가 아들의 포피에서 피를 흘림으로써 십보라에게 "피의 신랑"이 되었다는 것을 보여주는 것으로 보인다. 이 이야기는 또한 할례가 규정된 시간에 정확히 행해져야 함을 강조하는 것으로 해석되기도 한다. 심지어 모세에게도 지연이 허용되지 않았기 때문이다.
독일 동양학자 발터 벨츠는 이 이야기의 원래 신화가 고대 다산의 신으로서의 야훼가 맏아들을 희생 제물로 받는 권리에 관한 것이라고 생각했다. 그는 이 구절에 앞선 텍스트에 모세가 언급되지 않으므로 대명사가 모세를 가리킬 수 없다고 추론한다. 더욱이, 앞선 텍스트는 이스라엘을 야훼의 맏아들로, 야훼가 이스라엘을 이집트에서 내보내지 않는 파라오의 맏아들을 죽일 것이라고 말한다. 그는 이것이 작가가 또 다른 맏아들인 모세의 아들에 대한 이 이야기를 삽입하게 했다고 결론짓는다. 따라서 이것은 야훼가 맏아들에게 자격이 있으므로 모세의 아들을 소유하고 싶어 한다는 것을 의미할 수밖에 없다. 어머니는 고대 모계 사회의 유물인 할례를 행하고, 아이의 포피로 야훼의 성기를 만진다. 그녀가 "당신은 나의 피의 신랑"이라는 결혼 공식을 사용할 때만 이것이 말이 된다. 그렇게 함으로써 그녀는 모세의 아이를 야훼와의 결혼 관계로 옮겨 야훼의 아이로 만든다. 소년의 완전한 희생은 성기 일부의 희생으로 대체된다. 성경 편집자는 "그때 그녀가 '피의 신랑'이라고 말했는데, 이는 할례를 가리킨다"라고 덧붙일 때 이것을 염두에 두었다. 원래는 판테온적인 크레타와 페니키아 여신들에게 젊은 소년들이 여사제들과 의식적인 성교인 신성한 결혼을 한 후에야 희생되었다. 따라서 일부 학자들은 이 본문이 그러한 관행과 같은 범주에 속한다고 주장한다.틀:전체 출처 필요
한편, 윌리엄 H. 프롭은 이 사건이 야훼문서("J") 출처에서 파생되었다고 가정할 때, 하나님의 공격을 모세가 이집트 작업 감독관을 죽인 것(출 2:11-12)과 연결하며, 이는 아직 속죄되지 않은 것이었다고 주장한다. 유월절 희생이 나중에 죽음의 천사가 히브리인들의 집을 "지나가게" 할 것처럼, 여기서 아들의 피를 할례를 통해 의식적으로 흘리는 것이 모세의 잘못을 속죄한다. "피 흘린 아이는 유월절 밤의 상징이 되었는데, 그때 이스라엘의 위험에 처한 맏아들들이 어린양의 피로 구원받았다."

## 공격자의 정체
출애굽기 마소라 본문은 야훼 자신이 모세(또는 그의 아들)를 공격했다고 시사한다. 그러나 70인역은 공격자를 "주의 천사"("angelos kyriou")로 만들었는데, 이는 "이야기의 가혹함을 완화하기 위한" 변경이었을 수 있다.
희년서 (기원전 2세기) 버전은 공격을 마스테마 왕자에게 돌리는데, 이 칭호는 사탄의 다른 이름이었다:
... 그리고 이집트로 돌아가는 길에 대피소에서 그를 만났을 때 마스테마 왕자가 당신에게 하고 싶었던 일은 무엇이었는가. 그는 당신을 죽이고 이집트인들을 당신의 손에서 구하려 하지 않았는가? 그가 당신이 이집트인들에게 심판과 복수를 집행하도록 보내졌음을 보았기 때문이다. 그리고 나는 당신을 그의 손에서 구했으며 당신은 이집트에서 행하도록 보내졌던 징조와 기적들을 행했다. – 희년서 48:2-4
70인역 버전은 "주님"(κύριος)이라고 하지 않고 "주의 천사"(ἄγγελος κυρίου)라고 한다. "천사"(ἄγγελος)는 70인역 전체에서 히브리어 "말라크"의 번역으로, 이는 야훼가 인간에게 현현하는 것을 나타내는 용어이다. (처음에는 불타는 떨기나무의 형태로 나타나는 것이 말라크로 묘사되지만, 불타는 떨기나무와의 나머지 대화에서는 주님 자신이 주체이다.)